# スマイア

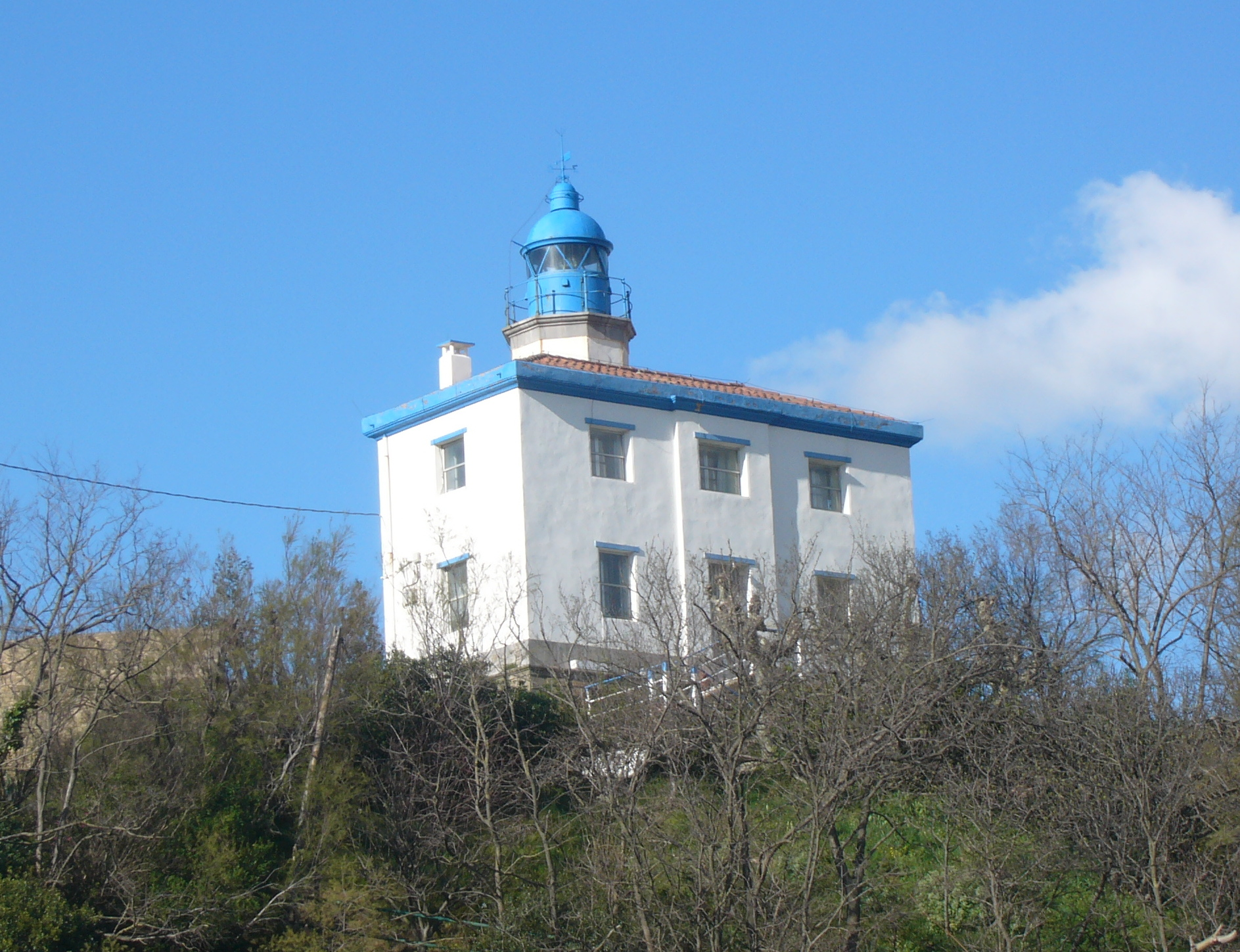
スマイア灯台

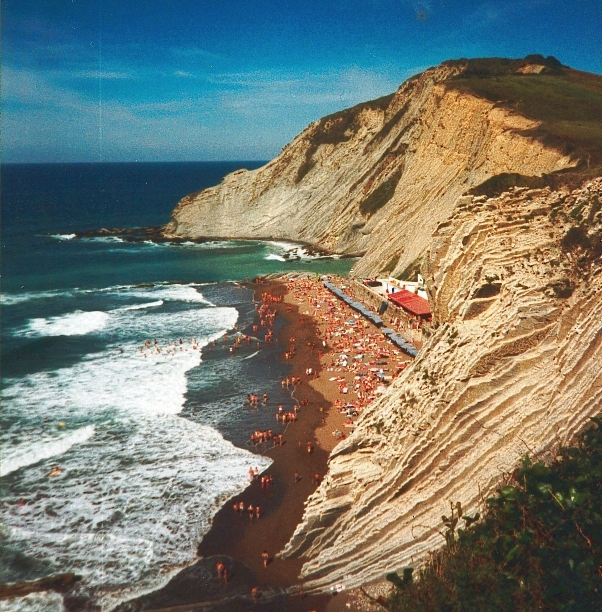
イツルン海岸

スマイア（バスク語: Zumaia）またはスマヤ（スペイン語: Zumaya）は、スペイン北部バスク州北部のギプスコア県に属するムニシピオ（基礎自治体）である。コマルカ（郡）としてはウロラ＝コスタの構成自治体の1つである。バスク語名が公式名である。

## 地理
ウロラ川とナロンド川が合流してビスケー湾のカンタブリア海に注ぐ場所に位置している。北側はカンタブリア海に面し、南側はアロアス、イバニャリエタ、セストアと、東はゲタリアと、西はエロリアガ、イトゥシアル、デバと接している。2014年の人口は9,734人であり、周辺の自治体ではもっとも多い。サン・ミゲル・デ・アルタディ、オイキア、ナロンドなどの地区が自治体を構成している。サン・ミゲル・デ・アルタディはオークの木々に囲まれた丘の上にあり、スマイア市街地やウロラ川やカンタブリア海を見渡すことができる。オイキアにはサン・バルトロメ教会やコンデクア住宅などがある。イツルン海岸とサンティアゴ海岸というふたつのビーチを有している。
かつてはウロラ川に沿って、ウロラ鉄道という狭軌鉄道が走っていた。スマイア駅を起点とし、アスコイティアやアスペイティアを通って内陸部のスマラガまでを結んでいたが、ウロラ鉄道は1986年に運行休止となった。

## 人口

1842年から2007年にかけてのスマイアの人口の変化。

スマイアの人口は1800年代後半までは概ね2000人前後だった。その後1900年代（20世紀）に入って人口が増え始め、特に1950年から1981年までの約30年間で人口は約2倍に増加した。これ以降は比較的緩やかな人口の変化が続いている。

## 経済
スマイアには以下のような企業が所在している。
- アルタディ食品株式会社（オキン） - パンの冷凍生地[2]
- バレンシアガ造船株式会社 - 造船・船舶修理[3]
- アビコラ・デ・オイキナ株式会社 – 家畜の屠殺工場[4]
- オルティス保存食品株式会社 – 魚類のオイル缶詰製造[5]
- エグルコ・S会社– 工作機械製造[6]
- ガルバニサードス・オライソーラ株式会社 - 亜鉛メッキコーティング[7]
- GKNドリベリーネ株式会社 - 多国籍自動車企業[8]
- グアスコール・パワー株式会社  - グアスコール・グループの子会社[9]
- ラグン＝アルテア工業有限会社(S.L.) – 工作機械製造[10]
- コルタ株式会社- スピンドル・ボールベアリング製造[11]
- メンディアライス有限会社 – レーザー切断[12]
- シェイ・コルポラシオン・エンプレサリアル有限会社 – 台所家具・浴室製品製造[13]

## 政治
2011年の自治体選挙ではビルドゥが最多の6議席を獲得し、バスク民族主義党が第2位の5議席を獲得した。2011年からはバスク連帯（Eusko Alkartasuna）やGazte Abertzaleakに所属するイニャキ・アギレサバラが首長を務めている。
| スマイア議会選挙             | スマイア議会選挙 | スマイア議会選挙 | スマイア議会選挙 | スマイア議会選挙 |
| 政党                         | 2011年選挙       | 2011年選挙       | 2007年選挙       | 2007年選挙       |
| ---------------------------- | ---------------- | ---------------- | ---------------- | ---------------- |
| 政党                         | 議席数           | 得票率           | 得票率           | 議席数           |
| ビルドゥ                     | 43.19%           | 6                | -                | -                |
| バスク民族主義党 (EAJ/PNV)   | 31.07%           | 5                | 26.15%           | 4                |
| バスク社会党 (PSE-EE-PSOE)   | 10.75%           | 1                | 13.59%           | 2                |
| アララール                   | 7.03%            | 1                | -                | -                |
| Hamaikabat (H1!)             | 3.25%            | 0                | -                | -                |
| バスク民族主義行動 (EAE-ANV) | -                | -                | 17.23%           | 2                |
| バスク連帯 (EA)              | -                | -                | 23.98%           | 3                |
| バスク統一左翼 / アララール  | -                | -                | 13.98%           | 2                |

## 人物

### 出身人物
- フアン・デ・アレイサガ - 16世紀の探検家・司祭。
- ファミリア・エチャベ – 16・17世紀の画家。
- アンヘレス・ソラス - 修道女・神秘主義作家。
- フリオ・ベオビデ - 彫刻家。
- カルメロ・アマス – サッカー選手。
- ヘスス・マリ・ララサバル – 哲学者・政治家。バスク自治州議会副議長。
- オイエル・アイスプルア – カヌー競技選手。
- イバン・イリオンド – 自転車競技選手。

### 関連人物
- イグナシオ・スロアガ – エイバル出身の画家。スマイアを夏の避暑地とし、スマイアで滞在した家は博物館となっている。
- フアン・ベルモンテ – 闘牛士。スマイアで慈善活動を行い、スマイアの通りに名が冠されている。
- ルイス・マルティネス・クレセル – マドリード出身のジャーナリスト・著作家。スマイアと密接に関わり、スマイアの通りに名が冠されている。
- ハビエル・ベラスコ・イェレギ – 司祭・神学者。「スマイアの母」。

## 公式サイト
- 公式サイト （バスク語） （スペイン語）
- 公式観光サイト （バスク語） （スペイン語） （英語） （フランス語）